# Chevrolet Task Force
Chevrolet Task Force — вантажівка від Chevrolet та GMC, випущена 1955 року і мала два варіанти: старіша конструкція стала відома як 1-а серія, а новіша — як 2-а серія. Також були доступні комерційні вантажівки та різні інші важкі моделі.

## Дідмінності
- Друга серія 1955 року - перший рік для нового стилю кузова. Нове вітрове скло, що обертається навколо, — перше в галузі вантажівок — і опціональне заднє скло, що обертається, у кабінах Deluxe. Підсилювач керма та підсилювач гальм тепер вперше доступні на вантажівках GM. Електричну систему оновлено до 12 вольт. Тільки рік для 7 футів довжини ліжка. Крила мають одинарні фари, а цільна емблема встановлена під горизонтальною лінією на крилі.

- 1956 р. — Емблема з широким капотом. Двокомпонентні емблеми крил тепер встановлені над горизонтальною лінією крил. Минулого року для решітки ящика для яєць.

- 1957 - Єдиний рік для більш відкритої решітки радіатора. Капюшон плоский з двома списами на вершині, схожий на Bel Air 1957 року. Емблеми крил все ще знаходяться над лінією крил, але тепер мають овальну форму, на відміну від попередніх версій сценарію.

- 1958 - Перший рік для ліжка Fletside, суттєва переробка передньої частини. Усі ⅓-тонні вантажівки тепер називаються Apaches. Вантажівка тепер має чотири фари замість попередніх двох і має коротшу та ширшу решітку радіатора, яка проходить по ширині передньої частини. Габаритні вогні тепер розташовані в решітці, а не в передній частині крила, а капот схожий на моделі 1955/1956 років, але з плоскою «долиною» посередині. Перший рік для кондиціонера, встановленого на заводі.

- 1959 — Мінімальні зміни порівняно з 1958 роком, найбільш очевидними були більша та вишуканіша емблема на капоті та перероблений значок на крилах. Останній рік, коли компанія NAPCO (Northwestern Auto Parts Company) "Powr-Pak" переобладнала повний привід на заводі.

## Опис
Моделі відрізнялися ходовою частиною та інтер'єром; Chevrolet використовував двигуни Chevrolet, а GMC — рядні шістки GMC і Pontiac V8 (Oldsmobile V8 у важких вантажівках).
Вперше в історії GM вантажівки були доступні з додатковим підсилювачем керма, підсилювачем гальм і V8. 3-швидкісна механічна коробка передач із перемиканням колонок була стандартною, а опціонально — 4-швидкісна механічна коробка передач із перемиканням по підлозі або автомат Hydramatic. Електричну систему було оновлено до 12 вольт.
Новий кузов мав перше в промисловості вантажівок вітрове скло, що обертається, а також додаткове заднє скло, що обертається навколо кабіни моделей Deluxe. Фари стали вбудованими в крила. Кабіна стала вищою, а сходинки замінили підніжки попередніх моделей. «Сходинка» між кабіною та заднім крилом полегшувала доступ до предметів усередині ліжка пікапа. Перероблені крила ліжка були використані в кузові наступного покоління, яке закінчилося в 1966 році.

## Двигуни
- 3.9 L Thriftmaster I6
- 4.3 L Jobmaster I6
- 4.3 L Taskmaster V8
- 4.6 L Taskmaster V8
- 5.3 L Loadmaster V8
- 5.7 L Loadmaster V8

## Chevrolet Task Force LCF-Series
Chevrolet Task Force LCF-Series — це велика вантажівка з буровою установкою. LCF означає Низька кабіна вперед.

## Галерея

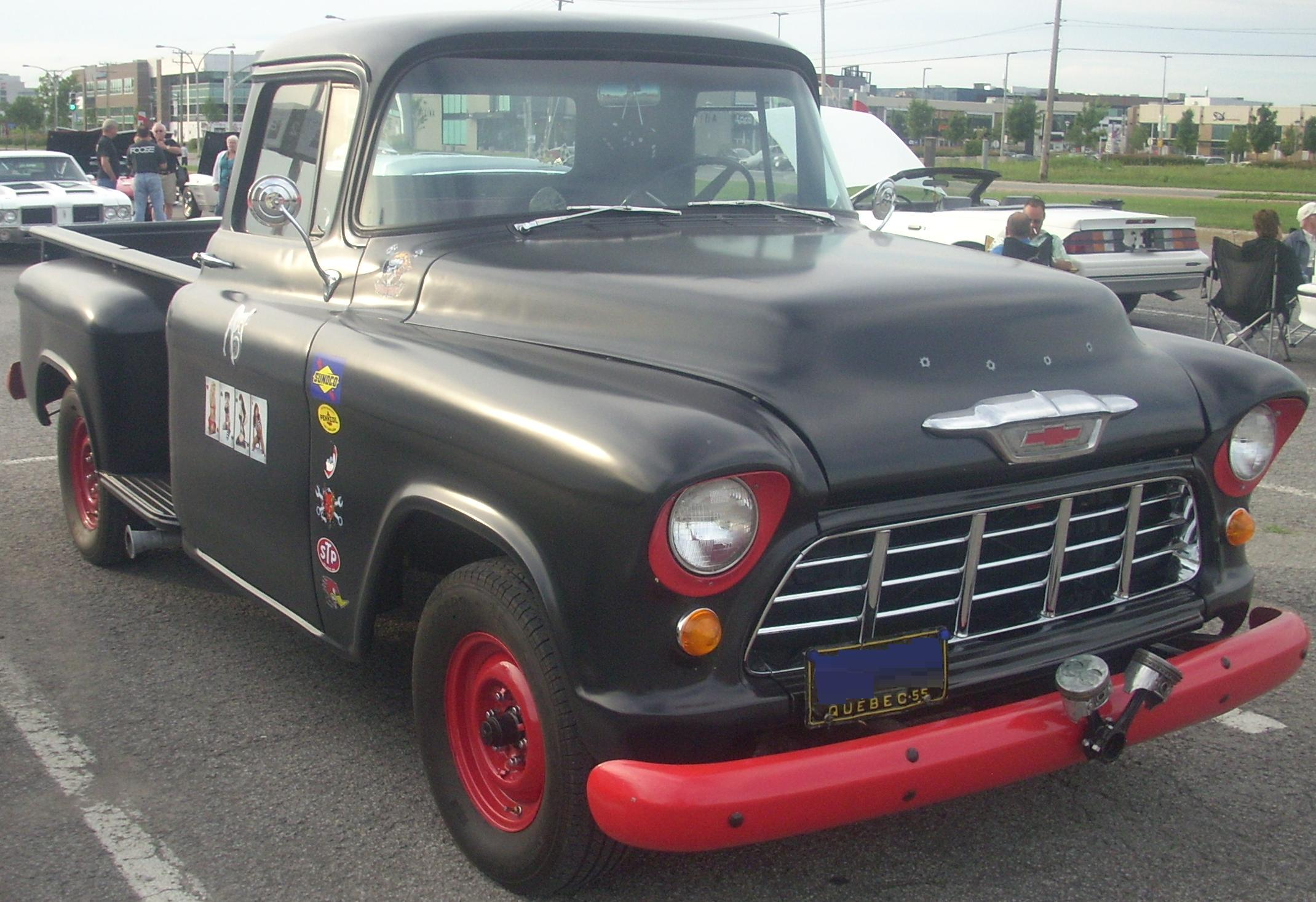
1955 Chevrolet Task Force
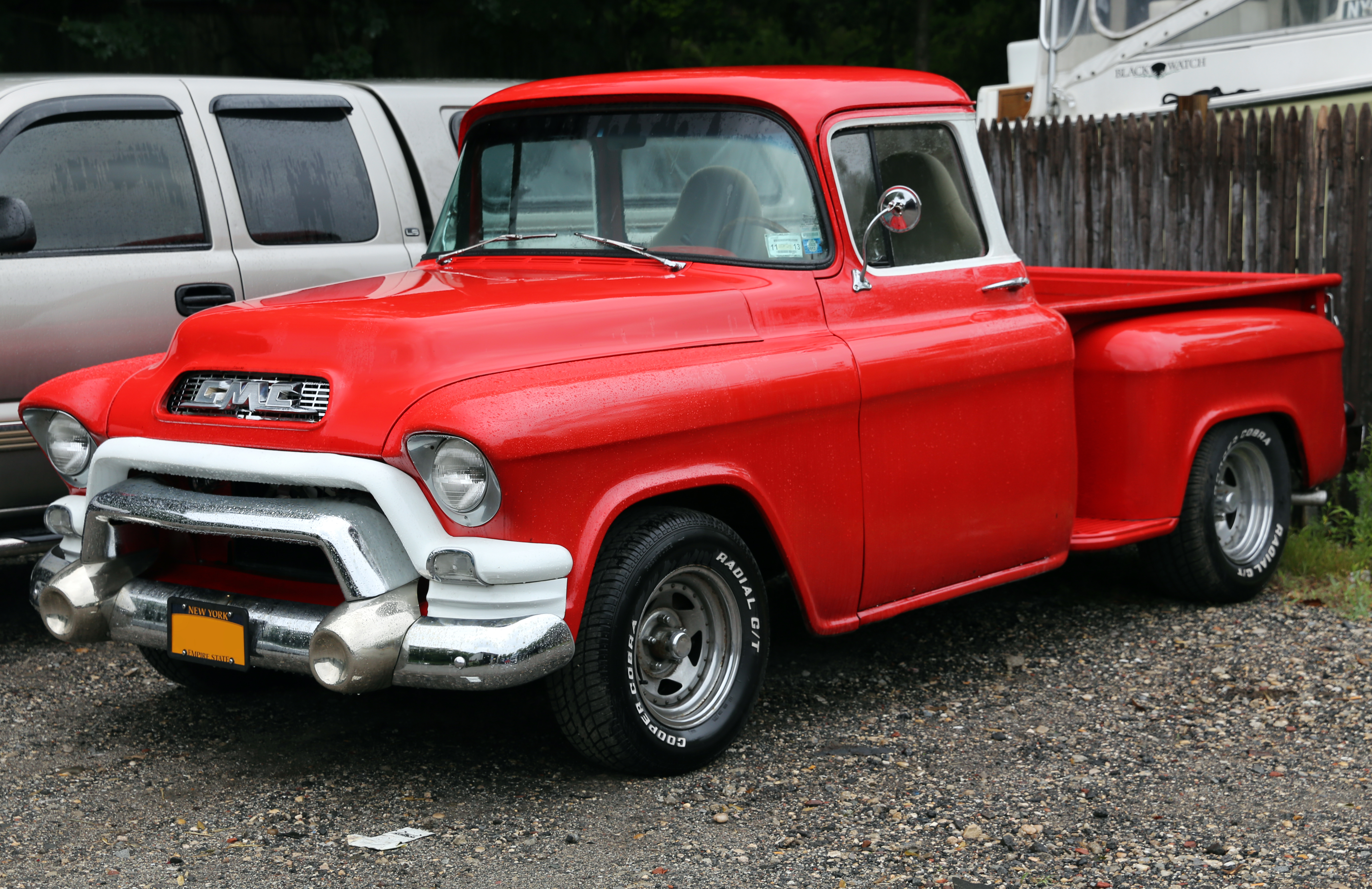
1955 GMC Blue Chip 150
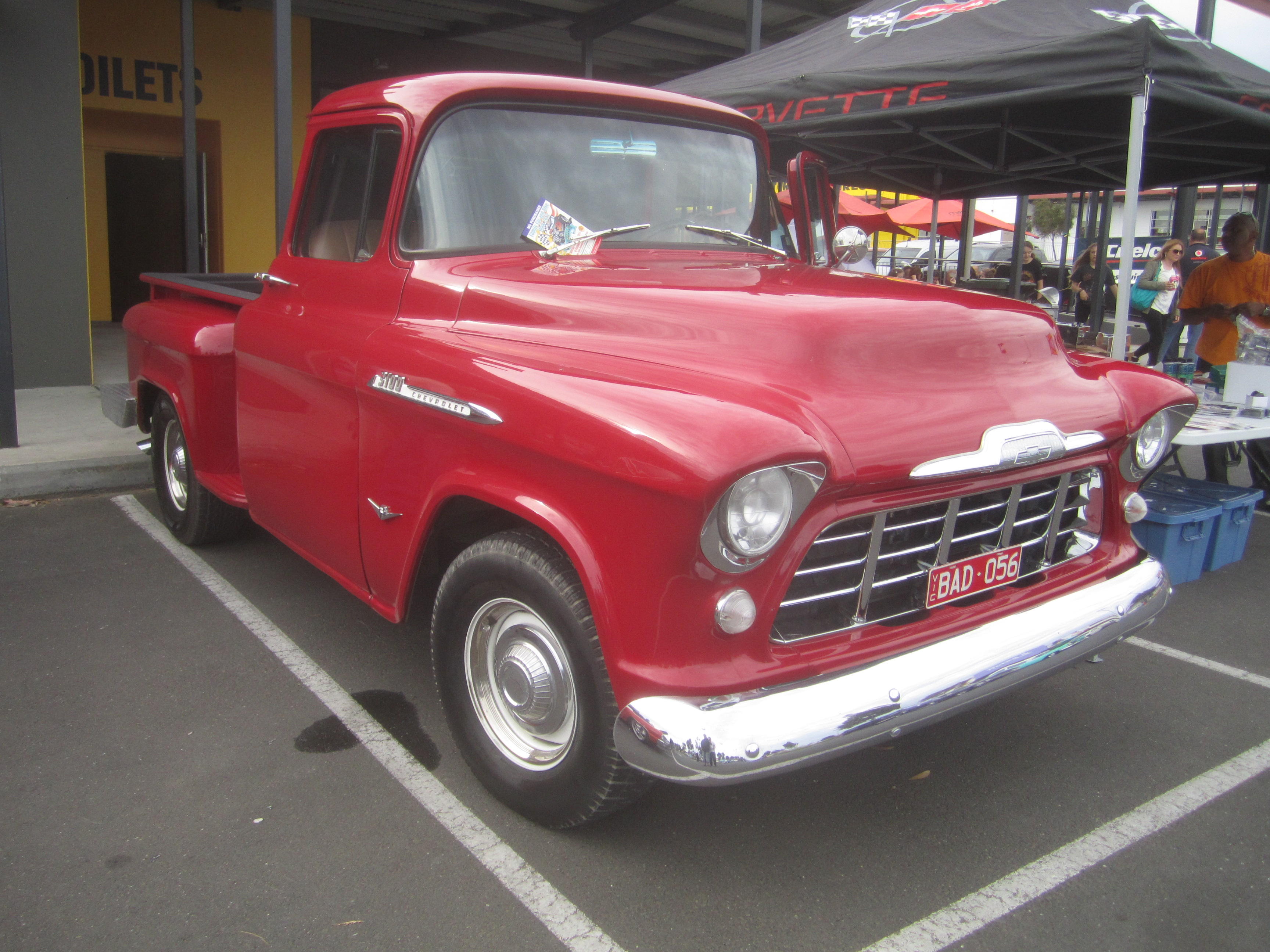
1956 Chevrolet 3100
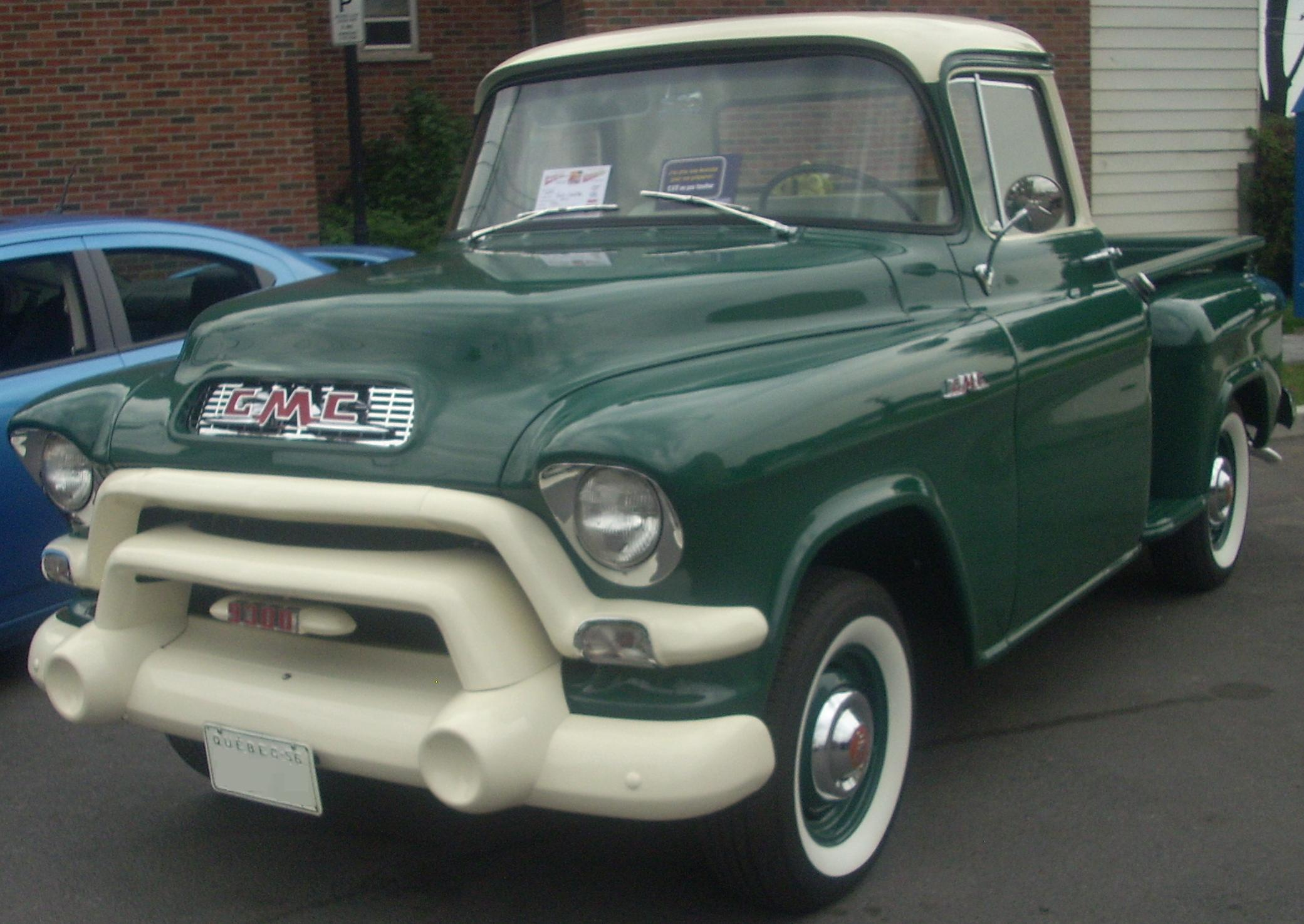
1956 GMC Blue Chip
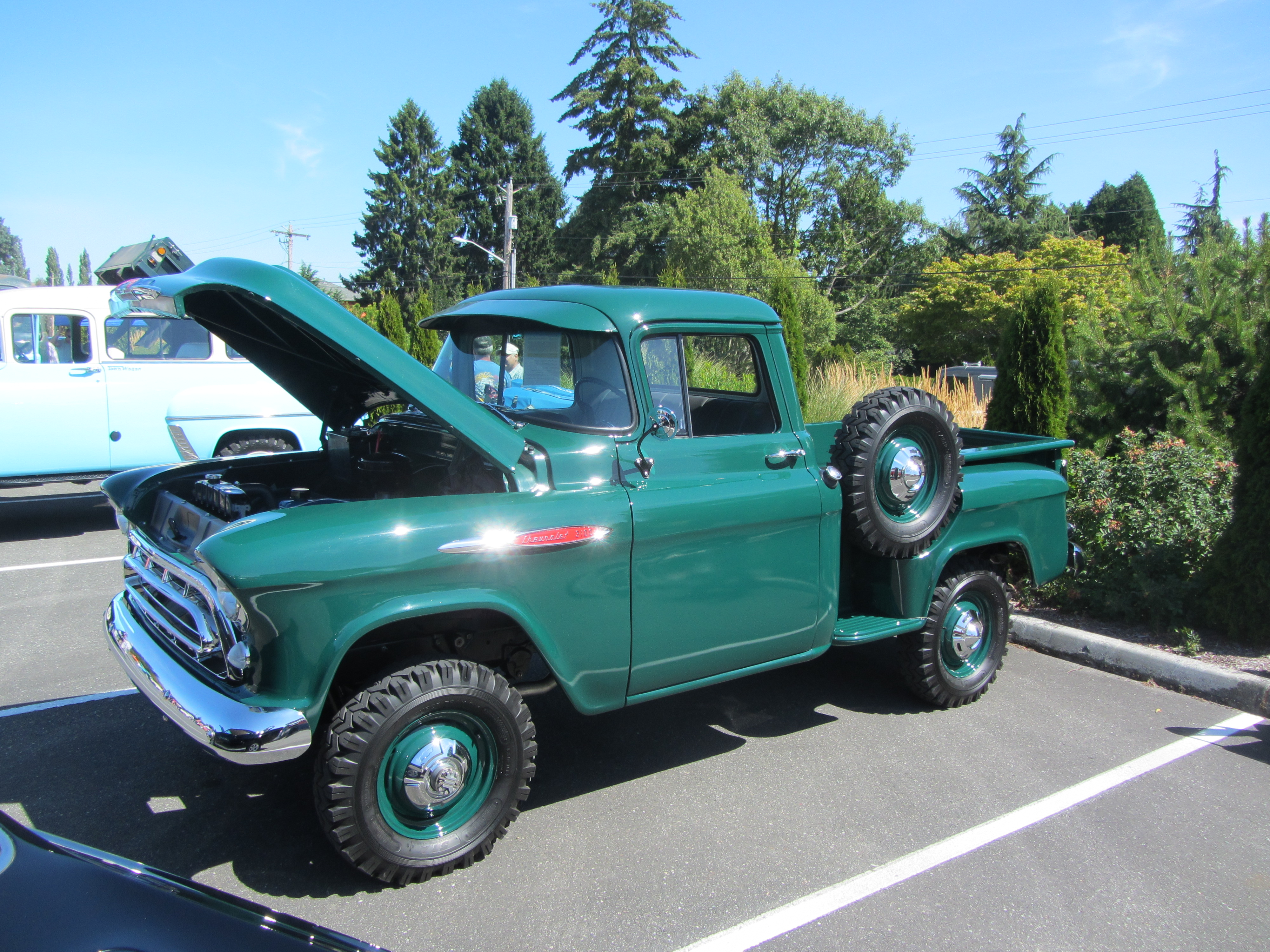
1957 Chevrolet Task Force 4WD
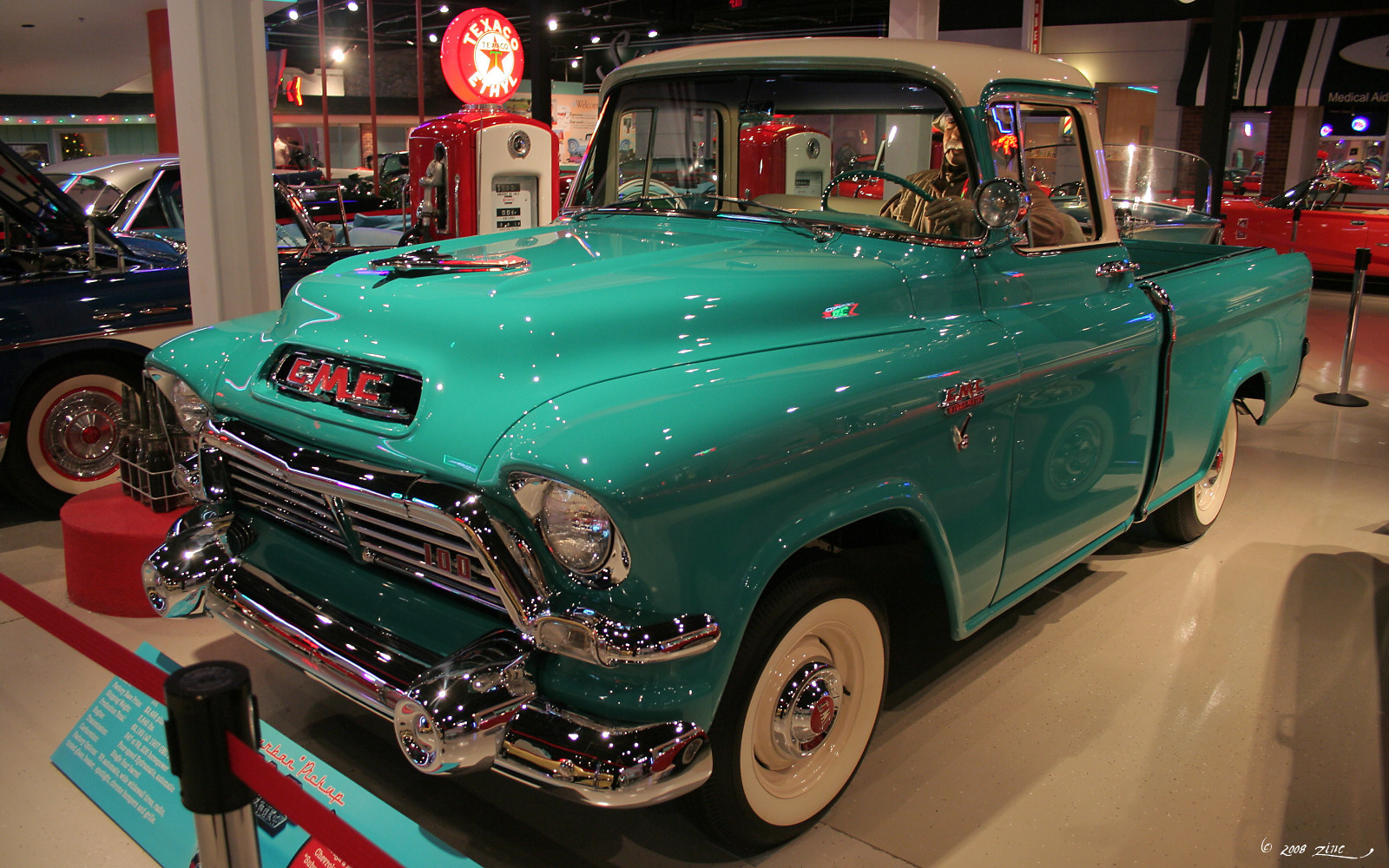
1957 GMC Suburban Carrier
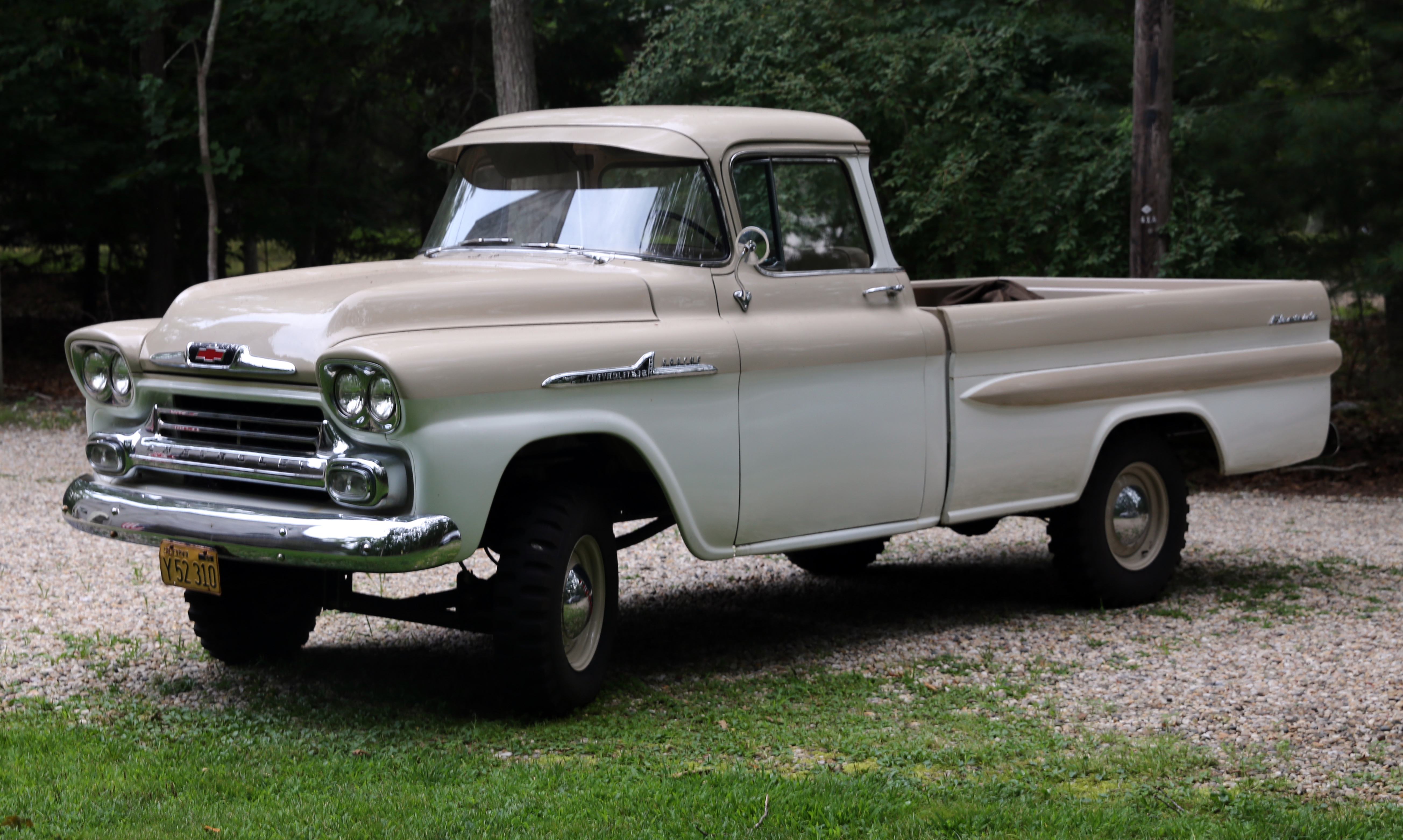
1958 Chevrolet Apache 4WD (NAPCO)
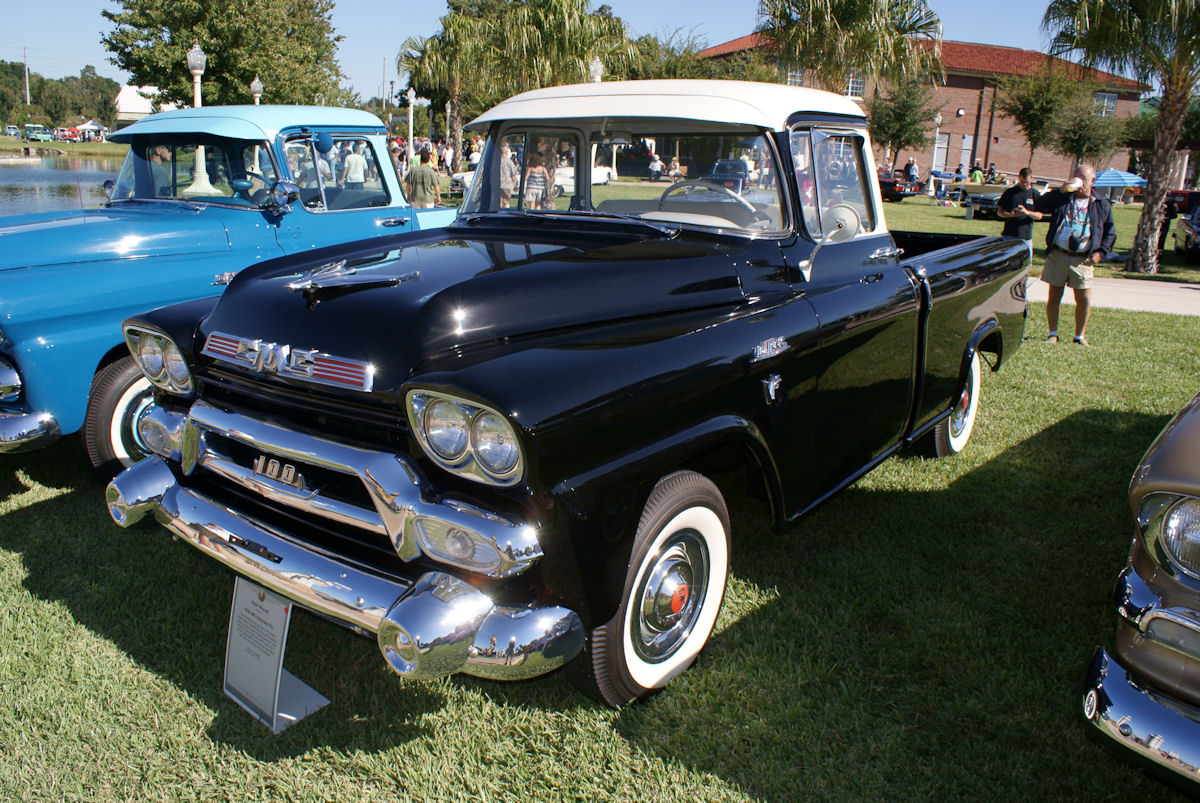
1958 GMC Suburban
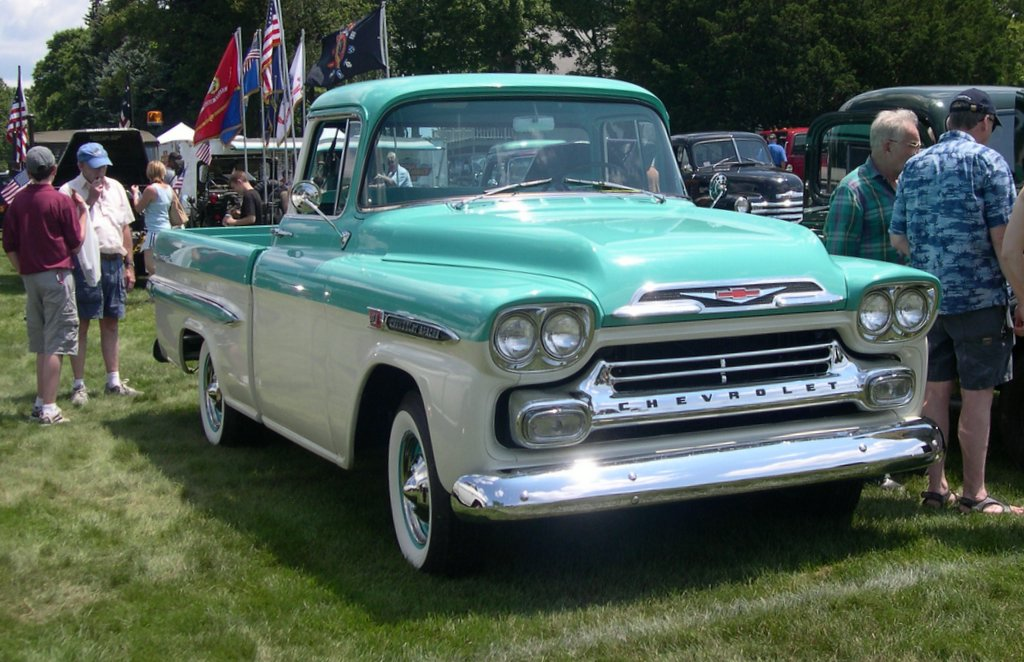
1959 Chevrolet Apache
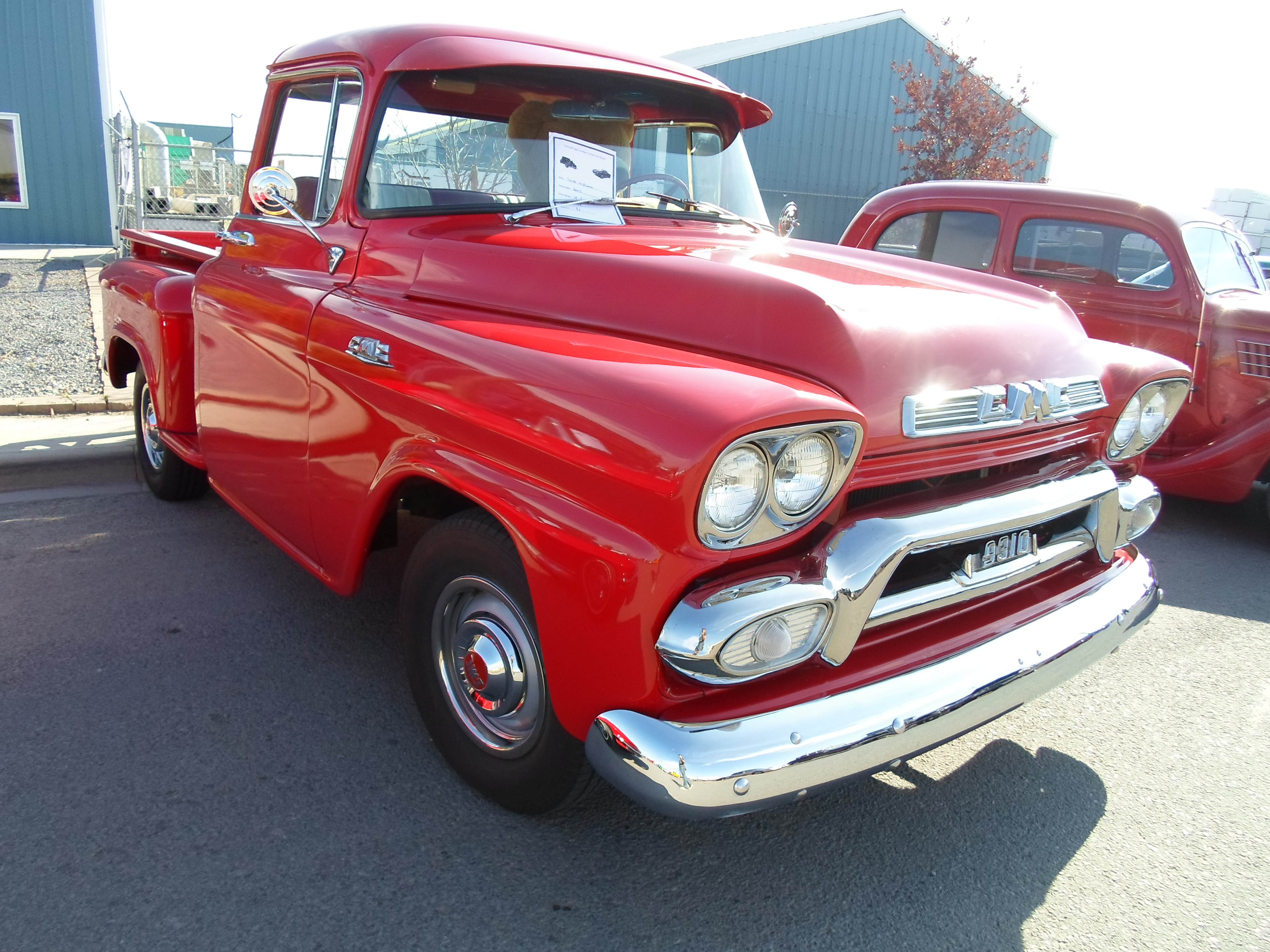
1959 GMC 9310 pickup truck
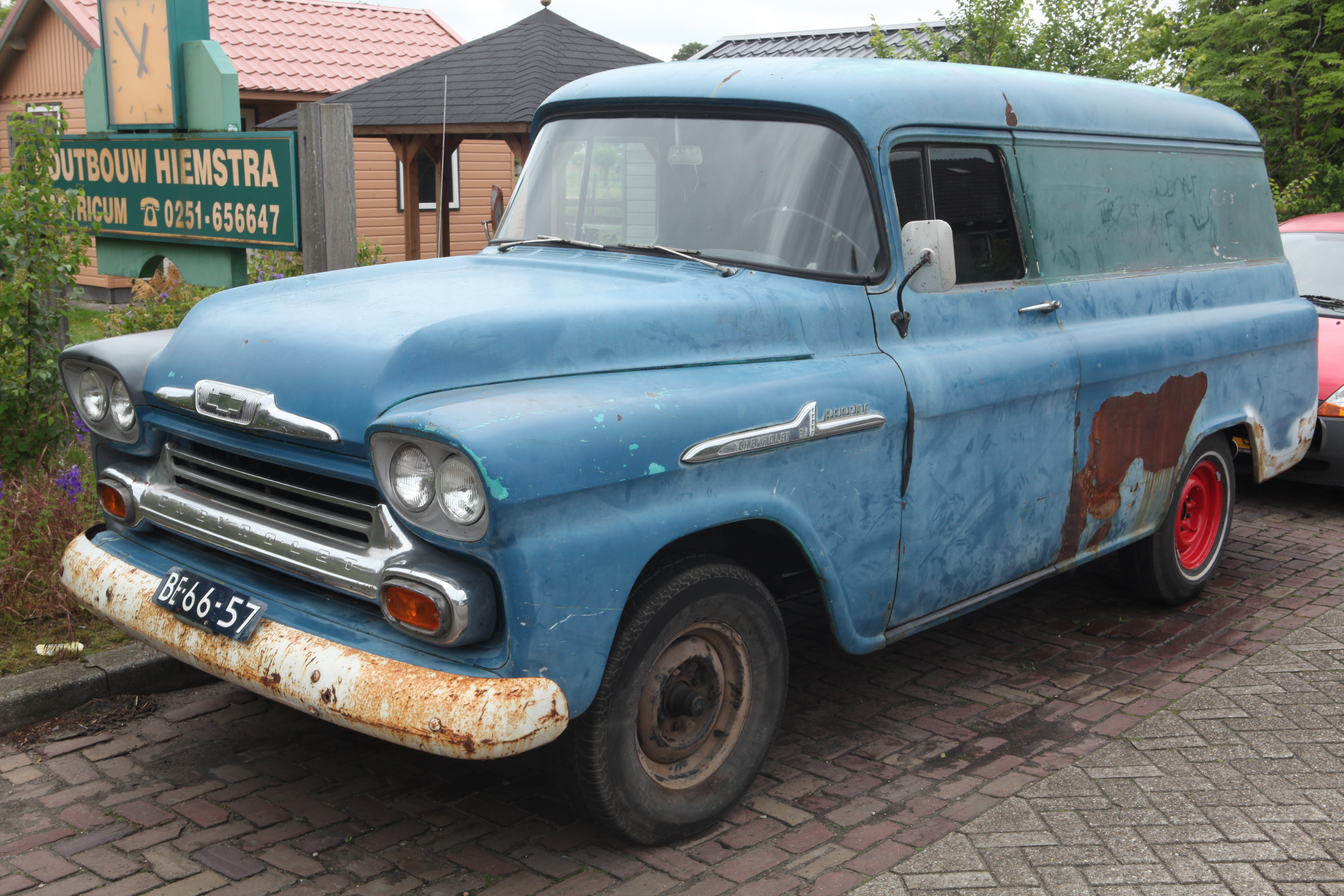
Chevrolet 3100 route van